# Mitt liv och min lovsång (TV-program)
Mitt liv och min lovsång var en programserie med andliga sånger som sändes i SVT mellan 18 februari 1987 och 3 september 1988. Programledare var Lilian Gard från Jönköping.
Programmet fick sitt namn efter Peter Sandwalls och Lars Mörlids sång Mitt liv och min lovsång.